# Yama Nezumi Rocky Chuck
«Сказки зелёного леса» (яп. 山ねずみロッキーチャック Яма Нэдзуми Рокки Тякку, букв. «Роки Чак, горная крыса») — японский аниме-сериал, выпущенный студией Mushi Productions, транслировался по телеканалу Fuji TV с 7 января по 30 декабря 1973 года. Всего выпущены 52 серии аниме. Сюжет основан на сказках Торнтона Берджесса. Сериал был дублирован на французском, итальянском, немецком, нидерландском и португальском языках.
В России был показан под названием «Сказки зелёного леса» в 1995-96 годах на Шестом канале в виде испанской версии, сделанной на основе американской адаптации.

## Сюжет
Сюжет разворачивается вокруг Роки, дикого сурка, и его попутчицы Полли в зелёном лесу. Вместе они находят новых друзей среди соседей и защищаются от опасных хищников, таких как ласки и лисы или злых людей-охотников.

## Роли озвучивали
- Юдзи Ямага — Рокки Чак
- Эйко Масуяма — Полли
- Сюн Ясиро — Самми
- Итиро Нагаи — Петер
- Койти Китамура — Рокки-папа
- Рэйко Сэно — Рокки-мама
- Кэй Томияма — Рэд
- Исаму Танонака — Чаттер
- Сандзи Хасэ — Бобби
- Миёко Асо — Голос за кадром

## Музыка
Начало
- Midori No Hidamari исполняет: Мицуко Хориэ

Концовка
- Rocky To Polly исполняет: Мицуко Хориэ